# Ducat de Milà
El Ducat de Milà, també anomenat Milanesat o Estat de Milà, va ser durant l'edat mitjana i la moderna la principal potència feudal del nord de la península Itàlica. Es trobava a la plana padana, creuat pels rius Po i Adda. Milà n'era la capital, tot i que també destacaven les ciutats de Pavia, Melegnano, Alessandria, Novara, Guastalla, Agnadello i Fornuovo. Establert a partir del senyoriu de Milà el 1395 pervisqué, passant pel domini de diverses potències, majoritàriament el Sacre Imperi, fins a les Guerres Napoleòniques quan s'hi establí l'estat satèl·lit de la República Transpadana (1796).

## Establiment
El Ducat de Milà fou creat el 1395 per Joan Galeàs Visconti, gràcies a l'elevació del títol de senyor de Milà per part del rei Venceslau IV de Bohèmia a duc de Milà.
Florència va organitzar una segona Lliga de Bolonya contra Milà, al costat del rei Carles VI de França, Francesc Novello, Bolonya i els Gonzaga. Tampoc aquesta vegada es van obtenir els resultats esperats per als enemics dels Visconti, ja que el 1397 les tropes milaneses van aconseguir entrar a la ciutat de Màntua.
Amb la sortida de Lucca de la Lliga de Bolonya a finals de 1400, només Florència i Bolonya s'oposaven al duc de Milà. Florència va buscar el suport de Robert d'Alemanya, rival del rei d'Alemanya deposat Venceslau de Luxemburg per haver concedit el ducat de Milà a Joan Galeàs a canvi de 100.000 florins d'or i, per tant, dels Visconti, però la campanya va acabar de forma desastrosa, en ser derrotat l'exèrcit germànic a mans de les tropes milaneses a la batalla de Brescia i Robert es va veure obligat a tornar a Alemanya i Joan Galeàs Visconti va llançar atacs a Florència i Bolonya.

El ducat de Milà en 1402

Els bolonyesos van ser derrotats a la batalla de Casalecchio el 26 de juny de 1402, a Casalecchio di Reno, prop de Bolonya. L'exèrcit bolonyès de Giovanni Bentivoglio, comandat per Muzio Attendolo Sforza es va oposar al de Visconti i els seus aliats, els Malatesta de Rimini i els Gonzaga de Màntua per aturar l'expansió del poder de Visconti. El comandant en cap era Alberico da Barbiano. Visconti va prendre Bolonya el 28 de juny i Giovanni Bentivoglio va ser assassinat dos dies després. Visconti planejava assaltar Florència a continuació, però va emmalaltir el 10 d'agost morint el 3 de setembre de 1402.
Quan va morir el duc Joan Galeàs, l'estat que havia construït va fer fallida amb el seu fill Joan Maria Visconti  i es disgregà el control dels Visconti a Llombardia: se n'independitzaren Cremona, Crema, Plasencia, Bèrgam, Com, Lodi, Pavia, Alexandria, Parma i Brescia, a l'ajut dels condottieri. A Romanya, el papa Bonifaci IX obtingué Bolonya i Perusa, i feu les paus amb Milà. A Toscana, Siena s'independitzà, i els feudataris gibel·lins dels Apenins foren sotmesos per Florència, però Pisa va ser assegurada per Gabriel Maria Visconti, fill no reconegut de Joan Galeàs.
En el buit de poder produït per la mort de Joan Galeàs Visconti, Francesco Novello da Carrara, aliat amb el seu nebot Nicolau III d'Este de Ferrara va intentar expandir-se al Vènet prenent ciutats controlades pels Visconti, Caterina va demanar ajuda al dux de Venècia Miquel Sten el març de 1404 prometent la cessió de Verona, ocupada pels Carrara, i Vicenza, aleshores assetjada. Venècia va fer una mobilització massiva de les seves capacitats militars i malgrat la dura resistència de padovans i ferraresos, la tardor de 1404 Venècia va assetjar Verona. La primavera de 1405, la posició carraressa va començar a deteriorar-se ràpidament i Nicolau III d'Este va retirar Ferrara de la guerra, El 22 de juny de 1405, Verona es va rebel·lar i es va rendir a l'exèrcit venecià. La mateixa Pàdua va caure finalment en mans dels venecians el 17 de novembre de 1405. Després de la victòria veneciana, els dominis de Carrara van ser incorporats a l'estat venecià iniciant l'expansió de Venècia a la Itàlia continental, mentre els membres de la família Carrara van ser executats.
Amb l'ascensió al ducat de Milà en 1412 de Felip Maria Visconti va recuperar el territorial i l'autoritat del duc davant els senyors locals. Va aconseguir la capitulació de la República de Gènova el novembre de 1421 després de la victòria de l'estol català de Romeu de Corbera a la batalla de la Foç Pisana i cap a 1422 ja havia recuperat el poder d'època de Joan Galeàs Visconti en crear una extensió territorial que anava des de la costa genovesa fins a la muntanya Sant Gotard als Alps, vorejant les fronteres de Piemont i dels Estats Pontificis. Des de llavors l'expansió milanesa de Visconti va produir les guerres de Llombardia contra l'aliança de les repúbliques de Florència i de Venècia.
Associat des del primer moment a la dinastia Visconti, quan aquesta es va extingir el 1447 es declarà la República Ambrosiana tot i les pretensions legítimes de Carles I d'Orleans. Aquest va ser incapaç de prendre possessió de la seva herència, i a la finalització de la república, ocorreguda l'any 1450, Francesc I Sforza va autoproclamar-se Duc de Milà en virtut del seu matrimoni amb Blanca Maria Visconti.
La presa de Constantinoble pels turcs el 1453 va marcar el principi de la decadència veneciana, el que va propiciar un acord entre Milà i Venècia, que van acabar les Guerres de Llombardia amb la pau de Lodi en 1454, a la qual després es van adherir Florència i Nàpols.

## Domini francès
El 1498 el fill del duc d'Orleans es va convertir en rei de França amb el nom de Lluís XII i va pretendre fer efectives les reclamacions del seu pare sobre Milà, envaint-lo i expulsant a Lluís Sforza el 1499. Aquest domini francès va durar fins al 1513, quan forces suïsses van reposar al fill de Lluís, Maximilià Sforza, al tron. El 1515 els francesos, sota les ordres de Francesc I de França, van vèncer en la batalla de Marignano i capturaren Maximilià, fent efectiva una nova ocupació sobre el ducat. De nou van ser expulsats el 1521, aquesta vegada gràcies a les forces austríaques, i es va coronar al germà de Maximilià, Francesc II Sforza.
Després de la decisiva derrota francesa a la batalla de Pavia el 1525, que va deixar a Carles I d'Espanya com a principal força a la península Itàlica, Francesc I es va unir a la Lliga de Conyac formada per França, Venècia, Florència i el papa Climent VII en contra de Carles. Això implicava l'expulsió de Milà de Francesc I per part de les tropes imperials, tot i que va mantenir el control d'altres ciutats del ducat. Finalment va cedir els seus drets al Milanesat en la Pau de Cambrai de 1529.

## Domini hispànic
Després de la derrota de Francesc I de França a Pavia el 1525 on el capità Joan Aldana el va fer presoner, l'emperador Carles V es va annexionar el ducat. Francesc I, a fi que l'emperador el deixés lliure, va signar el Tractat de Madrid, mitjançant el qual va cedir el Milanesat a Carles V, li va retornar el Franc Comtat i també li va fer la promesa de retornar el Ducat de Borgonya, però un cop passats els Pirineus va dir que aquell acord no era vàlid perquè el va fer sota pressió. L'any 1540 l'emperador va investir el seu fill Felip II de Castella. Finalment, la Pau de Cateau-Cambrésis de 1559 va reconèixer la incorporació del Milanesat a la Monarquia Hispànica.
El ducat de Milà va romandre dins de la Monarquia Hispànica fins a la Guerra de Successió espanyola al segle xviii. Després de la mort de Carles II va heretar les seves possessions Felip d'Anjou, al que es va oposar l'arxiduc Carles d'Àustria, que també tenia pretensions a la corona espanyola.

## Domini imperial
El 26 de setembre de 1706 les tropes austríaques van ocupar Milà, que va passar a les mans de l'arxiduc. Aquesta situació de domini de facto austríac es va confirmar de iure en el Tractat d'Utrecht, i va ser definitivament ratificat com a possessió dels Habsburg austríacs pel Tractat de Baden l'any 1714.

## Domini napoleònic
Així va romandre fins a la seva conquesta per part de Napoleó Bonaparte, durant les Guerres napoleòniques de 1796. El Ducat va ser cedit pel Tractat de Campo Formio a la naixent República Transpadana.

## Unificació italiana
La restauració va significar el seu retorn a Àustria, encara que aviat fou de nou objectiu del nacionalisme italià, i va ser conquistat pel Regne de Sardenya-Piemont durant les guerres que van dur a la unificació del país.

## Llista de governadors
- Antonio de Leyva, marquès de Avalos 1525-1529
- Alessandro Bentivoglio 1529-1535
- Antonio de Leyva príncep d'Ascoli 1535-1536
- Marino Caracciolo, cardenal 1536-1538
- Alfonso de Ávalos marques del Vasto 1538-1546
- Álvaro de Luna, interí, 1546
- Ferrante Gonzaga, príncep de Mofetta. Virrei de Sicília 1546-1555
- Fernando Álvarez de Toledo y Pimentel, duc d'Alba 1555-1556
- Cristóbal Madrucci príncep de Trento, cardenal 1556-1557
- Juan de Figueroa, interí, 1557-1558
- Gonzalo Fernández de Córdoba, duc de Sessa, 1558-1560
- Francisco Fernando de Ávalos marquès de Pescara 1560-1563
- Gonzalo Fernández de Córdoba duc de Sessa, 1563-1564 (segona vegada)
- Gabriel de la Cueva, duc d'Alburquerque 1564-1571
- Alfonso Pimentel 1571
- Álvaro de Sande marques de Piovera, interí, 1571
- Lluís de Requesens i Zúñiga 1572-1573
- Antonio de Guzmán y Zúñiga marquès d'Ayamonte 1573-1580
- Sancho de Guevara y Padilla 1580-1583
- Carles d'Aragó, duc de Terrascova 1583-1592
- Juan Fernández de Velasco conestable de Castella i Lleó 1592-1595
- Pedro de Padilla, interí, 1595
- Juan Fernández de Velasco conestable de Castella i Lleó 1595-1600 (segona vegada)
- Pedro Enríquez de Acevedo comte de Fuentes 1600-1610
- Diego de Portugal (capità general) 1610
- Juan Fernández de Velasco conestable de Castella i Lleó 1610-1612 (tercera vegada)
- Juan Hurtado de Mendoza marquès de la Hinojosa 1612-1614
- Sancho de Luna y Rosas, interí 1614
- Juan Hurtado de Mendoza marquès de la Hinojosa 1614-1615 (segona vegada)
- Pedro Álvarez de Toledo Osorio marquès de Villafranca 1615-1618
- Gómez IV Suárez Figueroa y Córdoba, duc de Feria 1618-1625
- Govern dels consellers del consell reial secret 1625-1626
- Gonzalo Fernández de Córdoba príncep de Maratra 1626-1629
- Ambrosio Spinola Doria marquès de los Balbases 1629-1630
- Álvaro de Bazán y Guzmán marquès de Santa Cruz 1630-1631
- Gómez Suárez de Figueroa y Córdoba, duc de Feria 1631-1633 (segona vegada)
- Cardenal-Infant Ferran d'Àustria, infant d'España i cardenal 1633-1634
- Gil Carrillo de Albornoz, cardenal 1634-1635
- Diego Mesía Felípez de Guzmán marquès de Leganés 1635-1636
- Fernando Afán de Ribera y Enríquez duc d'Alcalá 1636
- Diego Felipe de Guzmán marquès de Leganés 1636-1641 (segona vegada)
- Juan Velasco de la Cueva comte de Siruela 1641-1643
- Antonio Sancho Dávila-Toledo-Colonna marquès de Velada 1643-1646
- Bernardino Fernández de Velasco y Tovar conestable de Castella 1646-1647
- Fernández de Velasco y Tovar comte d'Haro 1647-1648
- Luís de Benavides de Carillo y Toledo marquès de Fromista i Caracena 1648-1656
- Teodoro Trivulzio, cardenal (virrei de Sicília) 1656
- Alonso Pérez de Vivero comte de Fuensaldaña 1656-1660
- Juan de Borgia 1660
- Francisco Gaetano duc de San Marco i príncep de Caserta 1660-1662
- Luís de Guzmán Ponce de León 1662-1668
- Pablo Spinola Doria marquès dels Balbases 1668
- Francisco de Orozio marquès de San Real 1668
- Pablo Spinola Doria, marquès dels Balbases 1669-1670 (segona vegada)
- Gaspar Téllez-Girón y Gómez de Sandoval duc d'Osuna 1670-1674
- Claudio Lamoral duc de Lique (virrei de Sicília) 1674-1678
- Juan Tomas Enríquez de Cabrera y Toledo comte de Melgar 1678-1686
- Antonio López de Ayala Velasco y Cardenas comte de Fuensalida 1686-1691
- Diego Felipe de Guzmán duc de Lucar 1691-1698
- Carles Enric de Lorena príncep de Vaudemont 1698-1706
- Eugeni de Savoia (governador dels Països Baixos) 1706-1717
- Maximilià Carles príncep de Lowenstein 1717-1718
- Jerònim de Colloredo, comte, 1719-1725
- Felip Llorenç de Daun 1725-1733
- Otó Ferran comte de Traun 1733-1742
- Reial junta interina de govern 1742-1743
- Jordi Cristià príncep de Lobkowitz 1743
- Reial junta interina de govern 1743-1745
- Joan Lluc Pallavicini 1745
- Reial junta interina de govern 1745
- Joan Gregori Muniain i Jose de Fosdeviela (per Felip de Borbó) 1745-1746
- Reial junta interina de govern 1746
- Joan Lluc Pallavicini 1746-1747 (segona vegada)
- Ferran Bonaventura comte Harrach 1747-1750
- Reial junta de govern 1750
- Joan Lluc Pallavicini 1750-1753 (tercera vegada)
- Reial junta de govern 1753-1754
- Pere Leopold arxiduc d'Àustria 1754-1771
- Francesc III d'Este (administrador) 1753-1771
- Bertran Cristiani (ministre plenipotenciari) 1754-1758
- Carles comte de Firmian (ministre plenipotenciari) 1758-1782
- Ferran d'Àustria-Este 1771-1796
- Josep comte de Wilczek (ministre plenipotenciari) 1792-1796
- Ocupació francesa 15 de maig de 1796